# Campo los Amates
Campo los Amates är en ort i Mexiko.   Den ligger i kommunen Jantetelco och delstaten Morelos, i den sydöstra delen av landet, 90 km söder om huvudstaden Mexico City. Campo los Amates ligger 1 383 meter över havet och antalet invånare är 115.
Terrängen runt Campo los Amates är kuperad åt sydost, men åt nordväst är den platt. Terrängen runt Campo los Amates sluttar söderut. Runt Campo los Amates är det ganska tätbefolkat, med 134 invånare per kvadratkilometer. Närmaste större samhälle är Cuautla Morelos, 19,5 km nordväst om Campo los Amates. Omgivningarna runt Campo los Amates är en mosaik av jordbruksmark och naturlig växtlighet.